# Ropná plošina

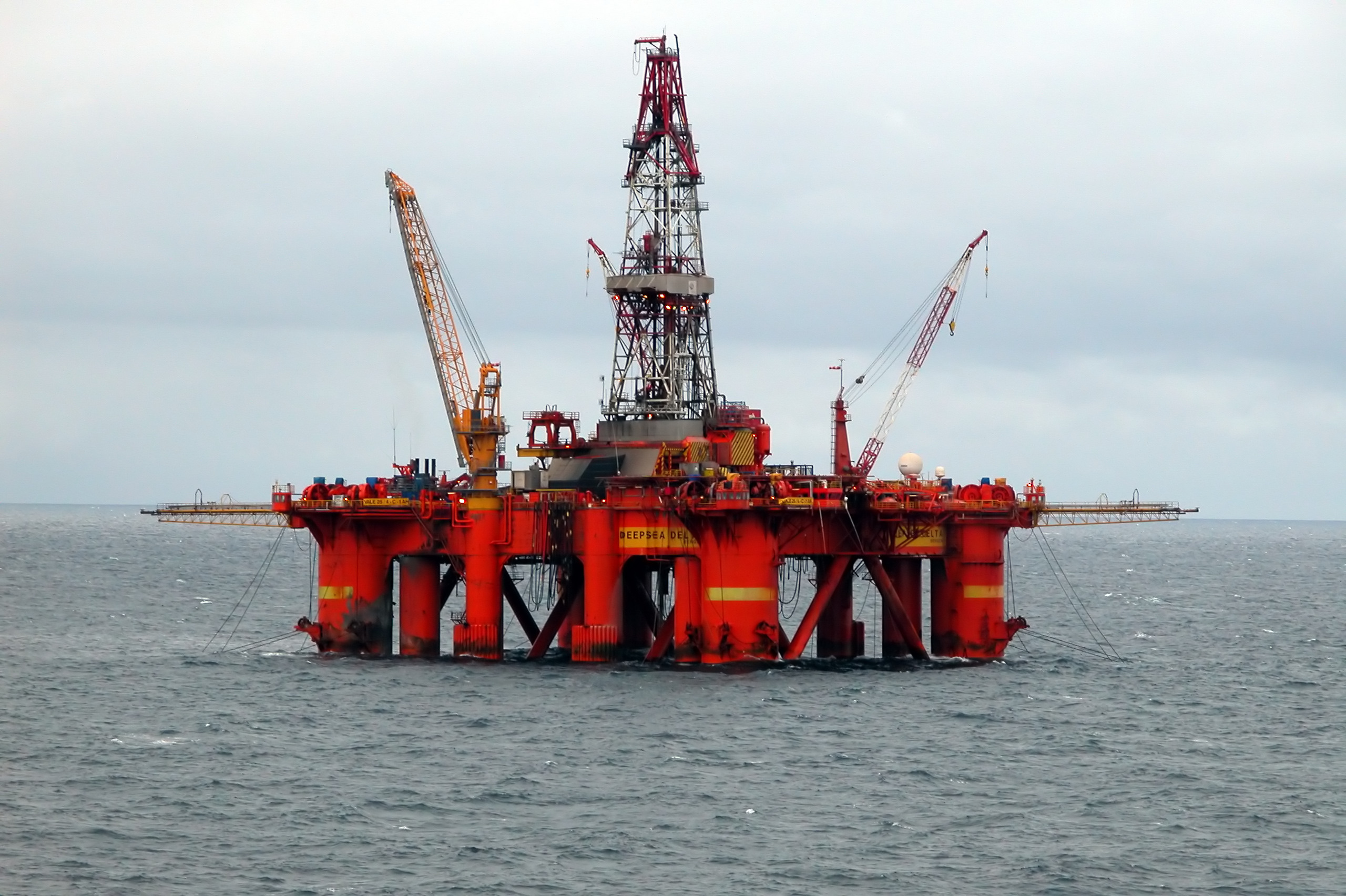
Ropná plošina v Severním moři

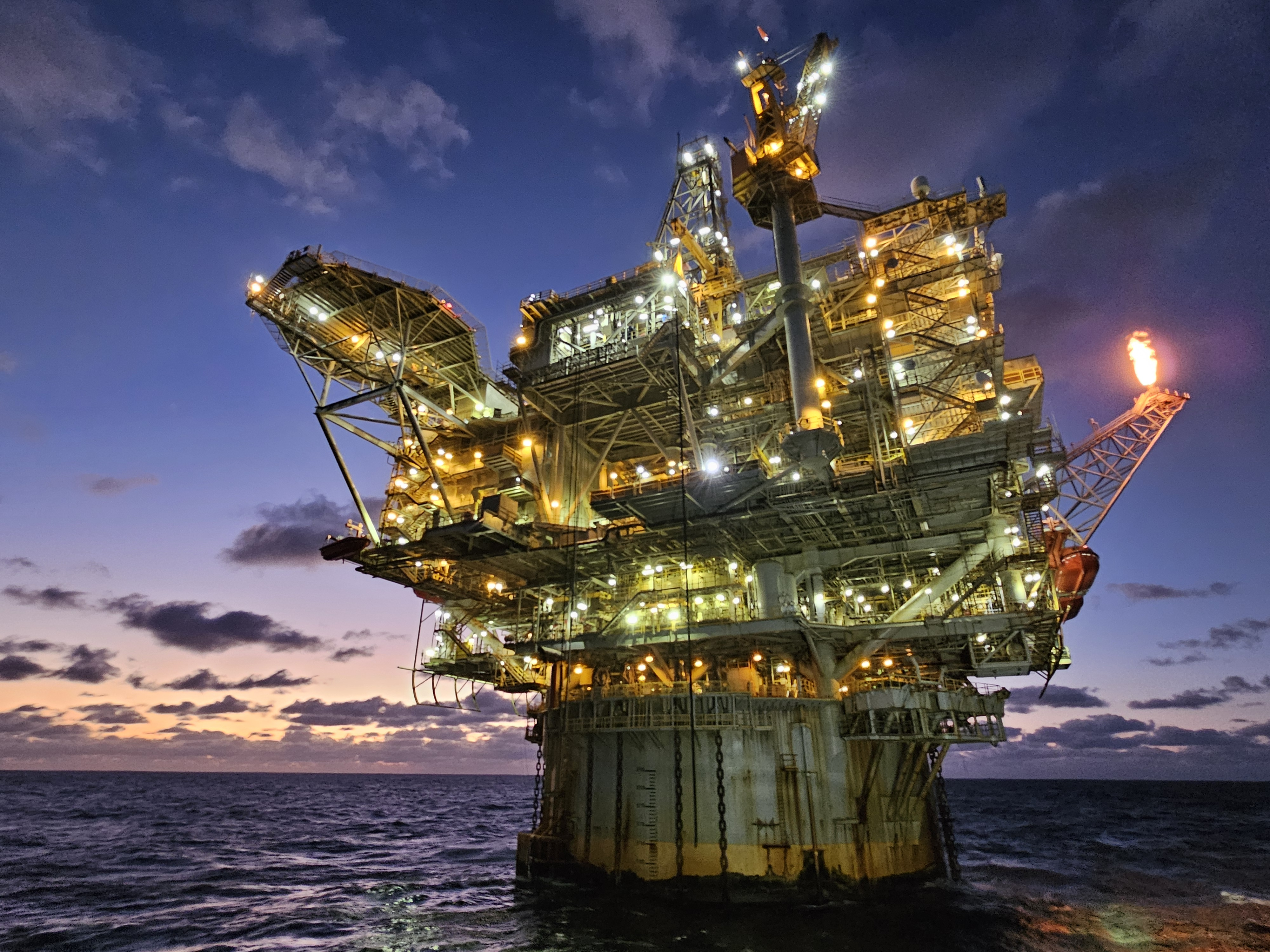
Ropná plošina v Mexickém zálivu

Ropná plošina (nazývaná také vrtná plošina) je specializované technické zařízení určené k těžbě ropy, které je ukotvené k mořskému dnu.

## Typy ropných plošin
- Pevná plošina – je zabetonována do mořského dna, použitelná do hloubky 500 m
- Volná nebo mobilní plošina – ukotvená lany ke dnu, použitelná do hloubky 900 m
- Poloponorná plošina – nadnášena pontony a ukotvena ke dnu, použitelná do hloubky 3200 m
- Jack-up plošina – je vybavena vlastními vysouvacími nohami, použitelná do hloubky 120 až 150 m
- Vrtací souprava na lodi – je použitelná do hloubky 3700 m

## Pracovní funkce na plošině
- Roustabout – řadový dělník
- Roughneck – kvalifikovaný dělník
- Derrickman – jeřábník, stará se o manipulaci s vrtnými trubkami
- Assistant Driller – asistent hlavního vrtaře, kontroluje práci dělníků a předává jim pokyny od drillera
- Driller – hlavní vrtař
- Toolpusher – stará se o materiální zajištění vrtu
- Rig Superintendent – asistent drilling engineera
- Drilling Engineer – plánuje těžbu a určuje jaké technologie budou pro ni použity
- Maintenance Personnel – údržbář, stará se o správný chod elektronických, mechanických i jiných zařízení
- Catering Staff – doplňkový personál (doktoři, uklízeči, kuchaři,...)[1]